# Копальня Ба-Рівер
Копальня Ба-Рівер — гірничодобувний майданчик у Меланезії, в державі Фіджі.
Ще в третій чверті XX століття на острові Віті-Леву вели розробку залізорудних покладів (рудник Туверікі), проте їх запаси виявились незначними. В той же час, на деяких ділянках узбережжя та у прилеглій акваторії піски містять магнетитовий (точніше — ванадієвмісний титаномагнетитовий) компонент, і хоч вміст цільового мінералу у породі невисокий — близько 10 %, проте ресурси зазначених пісків вимірюються сотнями мільйонів тонн. Як наслідок, у XXI столітті виникли проєкти їх розробки, при цьому першим (та станом на 2024 рік єдиним) до стадії практичної реалізації зміг дійти проєкт Ба-Рівер, сировинна база якого пов'язана з районом дельти річки Ба (північне узбережжя Віті-Леву).
Вибірка піску відбувається за допомогою земснаряда «Tiliva Bukuya Star» (назва походить від місцевого племені), після чого отримана пульпа надходить на плавучу збагачувальну фабрику. Остання випускає залізовмісний концентрат, що транспортується баржами до розташованого за три десятки кілометрів порту Латуока. Тут концентрат проходить останню стадію підготовки та перетворюється на товарний з вмістом заліза 58 %, який відвантажується споживачам балкерами класу Handimax.
Призначена для тестування пробна партія була відправлена ще в 2011 році, проте промисловий видобуток стартував лише в 2019-му, а вже у лютому 2020-му був призупинений через проблеми в роботі плавучої збагачувальної фабрики. Після вирішення останніх діяльність копальні відновилась у вересні 2023-го.
Станом на початок 2010-х річна потужність копальні анонсувалась у 750 тисяч тонн магнетитового концентрату. Втім, фактичні показники були нижчі, так, в липні 2024-го відправили партію обсягом 50 тисяч тонн, яка була лише другою в цьому році. Водночас повідомлялося про здійснення інвестицій у нарощування потужності, зокрема через придбання другого земснаряду, який уже був на шляху до Фіджі.
Проєктом опікується індійська компанія Amex Resources, власником якої з 2017-го є зареєстрована у Австралії компанія з китайським корінням Waratah Group.